# One More Hour
One More Hour ist ein Filmsong aus der Literaturverfilmung  Ragtime von 1981, der von Randy Newman geschrieben wurde. Den Gesang übernahm Jennifer Warnes. Es war der erste Song von Newman, der für den Oscar als Bester Song nominiert wurde.

## Entstehungsgeschichte
Randy Newman schrieb im Auftrag von Regisseur Miloš Forman die komplette Musik für den Film Ragtime. One More Hour entstand, als Newman bereits den Titelsong fertig hatte. Es dient als Gegenstück zum Titelsong, bedient sich dessen Melodie, allerdings mit einem Konterpart, und lief über den Abspann. Den Gesang übernahm Jennifer Warnes, die 1980 einen Oscar für den Song It Goes Like It Goes aus dem Film Norma Rae – Eine Frau steht ihren Mann erhalten hatte.
Der Song passt in die Zeit kurz nach dem Ersten Weltkrieg und ist in diesem Stil gehalten, obwohl er erst viele Jahre später entstand. Das Lied passt zur melancholischen Grundstimmung des Films, der Gesang ähnelt dem von Judy Collins.

## Rezeption
Bei der Oscarverleihung 1982 wurde das Lied als Bester Filmsong nominiert. Es verlor jedoch gegen Arthur’s Theme (Best That You Can Do) aus Arthur – Kein Kind von Traurigkeit, geschrieben von Peter Allen, Burt Bacharach, Christopher Cross und Carole Bayer Sager. Dasselbe war bereits bei den Golden Globe Awards 1982 passiert, die einen Monat vorher verliehen wurden. Das Lied war das erste von insgesamt 20 Oscar-Nominierungen, die Randy Newman im Laufe sein er Karriere erhielt. Tatsächlich gewann er die Trophäe nur einmal: bei der Oscarverleihung 2002 für If I Didn’t Have You aus dem Film Die Monster AG.